# Карабар
Карабар (дари قره بر) — кишлак на северо-востоке Афганистана, в вилаяте (провинции) Бадахшан. Входит в состав района Вахан.

## Географическое положение
Карабар расположен на северо-востоке Бадахшана, в высокогорной местности, на правом берегу реки Вахандарьи, на расстоянии приблизительно 186 километров к востоку от города Файзабада, административного центра вилаята. Абсолютная высота — 2817 метров над уровнем моря. Ближайшие населённые пункты — кишлак Абгадж (на противоположном берегу Вахандарьи), кишлак Суст (выше по течению Вахандарьи), кишлак Госхон (ниже по течению Вахандарьи).

## Население
В национальном составе преобладают ваханцы.